# Gharry

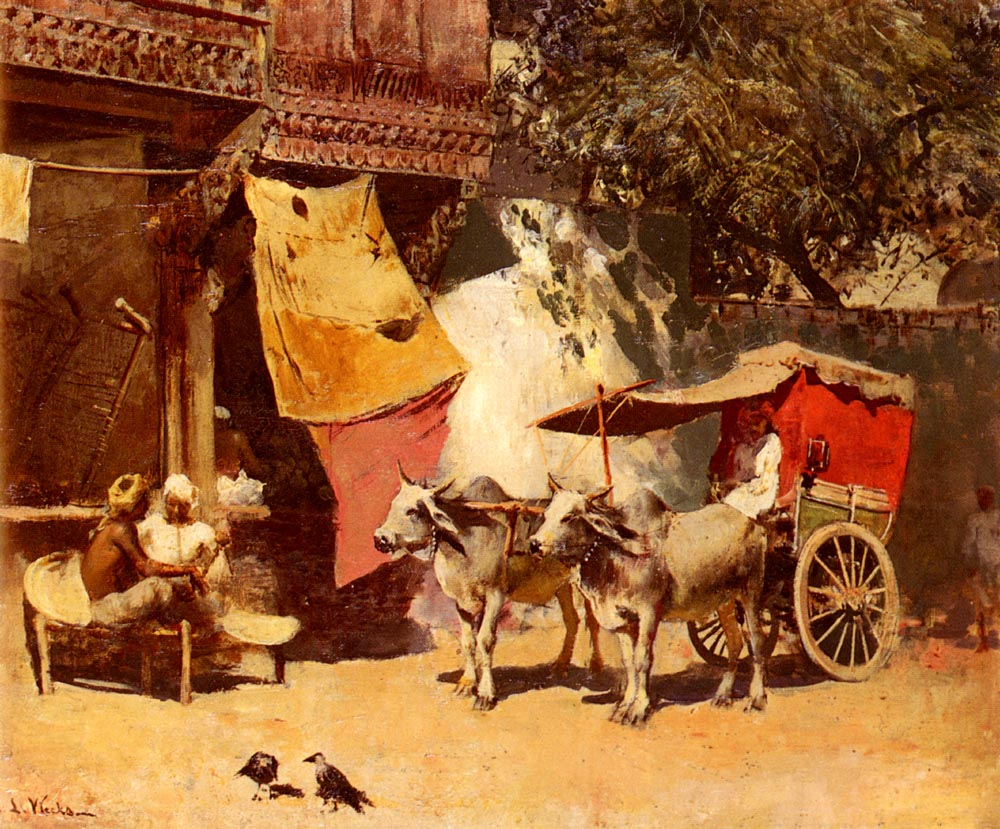
Un gharry a l'Índia Britànica

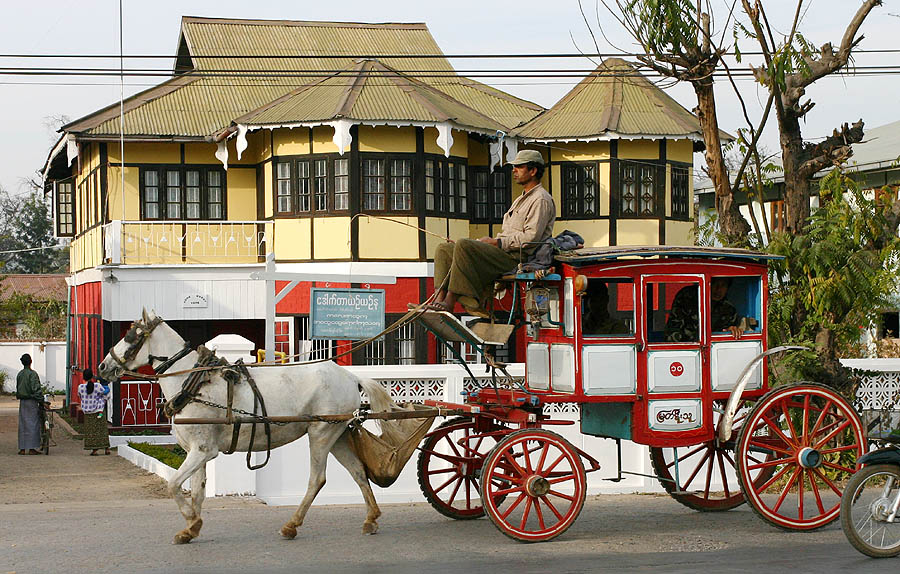
Un gharry a Pyin U Lwin, Myanmar

Un gharry o gharri és un taxi tirat per cavalls utilitzat especialment a l'Índia. Un palkee gharry té forma de palanquí. Un conductor de gharry és un gharry-wallah.